# Marin Aničić
Marin Aničić (* 17. August 1989 in Mostar) ist ein bosnisch-herzegowinischer Fußballspieler.

## Karriere

### Verein
Marin Aničić begann die Karriere in seiner Geburtsstadt beim HŠK Zrinjski Mostar, wo er bis 2014 spielte und drei nationale Titel gewann. Anschließend wurde der Innenverteidiger vom kasachischen Verein FK Astana aus der Premjer-Liga verpflichtet und konnte dort insgesamt sechs Mal in Folge die Meisterschaft, drei Mal den Superpokal sowie 2016 den Pokalsieg feiern. Im Sommer 2019 wechselte er dann weiter zum türkischen Erstligisten Konyaspor.

### Nationalmannschaft
Von 2009 bis 2010 spielte der Verteidiger sechs Mal für die Bosnisch-herzegowinische U-21-Auswahl.
Am 25. März 2016 absolvierte Aničić sein bisher einzige Spiel für die A-Nationalmannschaft. Beim 3:0-Testspielerfolg in Luxemburg kam er über die kompletten 90 Minuten zum Einsatz.

## Erfolge
- Bosnisch-herzegowinischer Pokalsieger: 2008
- Bosnisch-herzegowinischer Meister: 2009, 2014
- Kasachischer Meister: 2014, 2015, 2016, 2017, 2018, 2019
- Kasachischer Superpokalsieger: 2015, 2018, 2019
- Kasachischer Pokalsieger: 2016